# Cmentarz zakładu Bethanien w Szczecinie
Cmentarz przyszpitalny zakładu Bethanien – dawny cmentarz przyszpitalny w Szczecinie. Zajmował teren pomiędzy obecnymi ulicami ks. Piotra Wawrzyniaka (Alleestr.) i Adama Mickiewicza (Kreckower Str.).

## Historia
Cmentarz powstał ok. 1871 roku na potrzeby zespołu opiekuńczo-szpitalnego Bethanien dla osób w podeszłym wieku, prowadzonego przez protestanckie zgromadzenie sióstr diakonis. Fundatorem zakładu był Johannes Quistorp. Cmentarz zlokalizowano na końcu przyszpitalnego parku.
Grzebano tu zmarłych pensjonariuszy oraz posługujące tu siostry. Poza nimi pochowano tu w 1899 roku fundatora zakładu oraz jego zmarłego w 1929 roku syna – Martina Quistorpa, który był jedną z ostatnich pochowanych tu osób.
Zakład opiekuńczy „Bethanien” zlikwidowano w 1945 roku, a teren cmentarza zniwelowano ok. 1960 roku. Rosną tu jesiony, klony, tuje, lipy i daglezja.
Renowacji poddano klasycystyczną kaplicę cmentarną z XIX wieku.